# NGC 7840
NGC 7840 (również PGC 1345780) – galaktyka spiralna (S), znajdująca się w gwiazdozbiorze Ryb. Odkrył ją Albert Marth 29 listopada 1864 roku.